# 페라리 FF
페라리 FF(영어: Ferrari FF)는 페라리에서 2011년부터 2016년까지 생산했던 3도어 슈팅브레이크이다.가격은 US$300,000이다.

## 특징
페라리 최초로 4륜구동을 적용하였다.

## 가속
제로백은 제원상 3.6초, 실제 측정은 무려 2.9초 0-200은 9.8초 0-300은 27.1초가 나왔다.

## 원-오프 에디션

### SP FFX
2014년 선보인 페라리 SP FFX는 FF를 기반으로 한 원-오프 모델이다. 가장 눈에 띄는 특징은 FF의 슈팅 브레이크 테일 대신에 보다 전통적인 쿠페 리어 엔드를 특징으로 하는 커스텀 바디이다.이 차량은 일본 고객의 의뢰로 페라리의 특수 차량 부문에서 제작됐다. 원래 특허 도면이 온라인에 올라왔을 때 많은 소식통은 SP FFX가 차세대 페라리 캘리포니아를 위한 디자인이라고 생각하였다.

## 비디오 게임에서의 등장
- 아스팔트 8: 에어본